# فایلر سیتی (میشیگان)
فایلر سیتی (به انگلیسی: Filer City) یک منطقهٔ مسکونی در ایالات متحده آمریکا است که در شهرستان منیستی، میشیگان واقع شده‌است. فایلر سیتی ۱۱۶ نفر جمعیت دارد و ۱۸۵٫۰۲ متر بالاتر از سطح دریا واقع شده‌است.